# Губерля (Оренбургская область)
Губерля— посёлок и железнодорожная станция в городском округе город Новотроицк Оренбургской области.

## География
Находится на расстоянии примерно 13 километров по прямой на северо-запад от центра города Новотроицк.

## Климат
Климат континентальный с теплым летом, холодной зимой и недостаточным увлажнением в течение года. Среднемесячная температура наиболее холодного месяца (января) −6,4°, наиболее теплого (июля) +21,3°. Абсолютный максимум температуры составляет +42°, абсолютный минимум −44°. Продолжительность безморозного периода 132 суток. В распределении осадков в течение года отмечается два максимума (июль и декабрь), когда выпадает до 40 мм и один минимум (февраль), на который приходится около 25 мм. Основная сумма осадков выпадает в теплый период и составляет 238 мм. Высота снежного покрова от 40 см до 60 см. В течение года в среднем отмечается 140—145 дней со снежным покровом. В течение года преобладают западные направления ветра. Среднегодовая скорость ветра 3,8 м/сек. Число дней с сильным ветром (более 15 м/сек.) составляет 18 дней в год. Особенностью климата являются ежегодно повторяющиеся засухи и суховей. При этом наблюдается низкая относительная влажность и высокие температуры воздуха. Наиболее часто засухи и суховеи наблюдаются в июле и августе. В течение года наблюдается около 20 дней с туманом.

## История
Поселок станции возник в 1914 году при строительстве железной дороги. В 1918 году начали строить новую ветку железной дороги до Новокиевки для перевозки руды, которая просуществовала до 1943 года. В 1930 появилась также контора Заготзерна. Приказом МВД СССР от 08.04.1970 № 105 на станции Губерля был создан лечебно-трудовой профилакторий, который приказом МВД РФ от 17.12.1993 № 543 реорганизован в колонию-поселение.
С 2009 года действует православный приход, в 2013 году освящён храм во имя преподобномученицы Елизаветы.

## Железнодорожная станция
В посёлке расположена одноименная станция Южно-Уральской железной дороги. Код ЕСР — 813811. Пригородное сообщение на направлении Орск — Оренбург.

## Население
| 2010 |
| ---- |
| 906  |

Постоянное население составляло 951 человек в 2002 году (русские 69 %), 906 в 2010 году.